# Viktor Gaddefors
Viktor Gaddefors (* 8. Oktober 1992 in Östersund) ist ein schwedischer Basketballspieler.

## Karriere
Gaddefors wurde im Oktober 2011 von Sidigas Avellino verpflichtet. Er spielte von 2012 bis 2014 für Virtus Bologna. Im Oktober 2014 wechselte er zu Pallacanestro Mantovana. Nach seiner Zeit bei Juve Caserta unterschrieb Gaddefors im März 2018 bei den Antibes Sharks, um die verletzten Paul Rigot und Max Kouguere zu ersetzen. In der Saison 2019/20 erzielte er durchschnittlich 7,2 Punkte, 4,3 Rebounds, 1,9 Assists und 1,3 Steals pro Spiel.
Ein Engagement beim schwedischen Club Uppsala Basket wird nur am Rande erwähnt.
Gaddefors unterschrieb am 25. September 2020 bei Södertälje BBK.  Er wurde zum MVP der schwedischen Basketballliga der Saison 2020/21 gekürt. Gaddefors erzielte durchschnittlich 20,3 Punkte, 9,8 Rebounds und 2,6 Assists. Am 13. September 2021 unterschrieb er bei CS Dinamo București in der Liga Națională.
Am 11. November 2022 unterschrieb er bei Donar Groningen in der BNXT League und spielte zwei Spiele im FIBA Europe Cup 2022/23. Die Mannschaft kam nicht über die erste Gruppenphase hinaus.
Am 28. Juli 2023 unterschrieb Gaddefors bei New Taipei CTBC DEA in der T1 League.
Am 12. Januar 2024 kündigte New Taipei CTBC DEA das Vertragsverhältnis mit Gaddefors. Am 23. Januar 2024 unterschrieb er bei San Giobbe (Venedig).
Am 1. September 2024 ging Gaddefors einen Vertrag mit Twarde Pierniki Toruń in der Polnischen Basketballliga ein.